# Dinar algierski
Dinar algierski – jednostka walutowa Algierii. 1 dinar = 100 centymów.
Monety występują w nominałach:
- 1 dinar
- 2 dinary
- 5 dinarów
- 10 dinarów
- 20 dinarów
- 50 dinarów
- 100 dinarów
- 200 dinarów

Banknoty występują w nominałach:
- 100 dinarów
- 200 dinarów
- 500 dinarów
- 1000 dinarów
- 2000 dinarów